# ラドガ湖

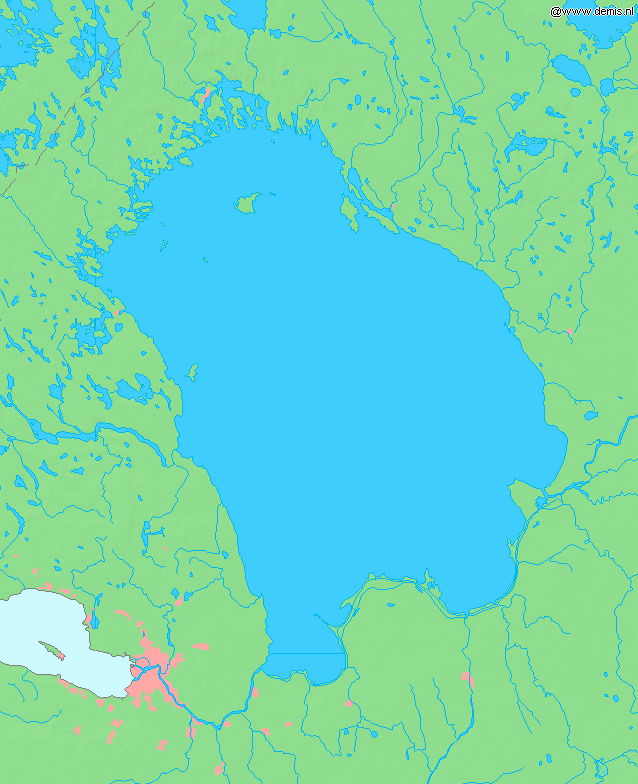
地図

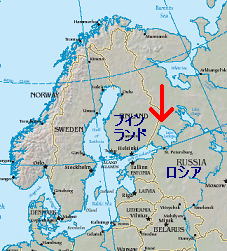
ラドガ湖の位置（赤矢印）

ラドガ湖（ラドガこ、ロシア語: Ладожское озеро、カレリア語: Luadogu、フィンランド語: Laatokka、スウェーデン語: Ladoga）は、ロシアにあるヨーロッパ最大の湖。

## 概要
ロシア北西部レニングラード州とカレリア共和国の境界にあり、フィンランドとの国境に近い。
ラドガ湖からはネヴァ川がサンクトペテルブルクを通って、フィンランド湾（バルト海の一部）へ流れ出している。また、流入する川はオネガ湖からのスヴィリ川、イリメニ湖からのヴォルホフ川などがある。湖の中にヴァラーム島など、約660ほど島が点在しており、500程度は北西部に集中している。大きな島には人が住んでいる。ワモンアザラシが生息している。沿岸部では12月から5月にかけて、中央部では1月から3月にかけて結氷する。
ラドガ湖に流れ込むスヴィリ川の三角州は1994年にラムサール条約登録地となった。

## 利用
サンクトペテルブルクの重要な水源となっており、1日当たり471万立方メートルの水道水及び工業用水を供給している。

## 歴史
かつてはスウェーデンとロシア帝国の国境の湖だったが、大北方戦争の結果、ロシア領となる。
ロシア革命後はフィンランドとソ連の国境となったが、冬戦争と継続戦争の結果、ラドガ湖全域がソ連領となり現在にいたる。

## 水源と流れ出る川
ラドガ湖に流れ込む川は次の通り。
- ヴォルホフ川
  - イリメニ湖
- スヴィリ川
  - オネガ湖
- トゥレマヨキ川（ロシア語版）
  - トゥルモゼロ湖（ロシア語版）
    - コッラ川
- ヴオクサ川

ラドガ湖から流れ出る川は1つ。
- ネヴァ川

## 所縁のある事物
- 小惑星ラトガ（フランス語版、wikidata）は、ラドガ湖にちなんで命名された[4]。